# Acostasaurus pavachoquensis
L'acostasauro (Acostasaurus pavachoquensis) è un rettile marino estinto, appartenente ai pliosauridi. Visse nel Cretaceo inferiore (Barremiano, circa 130 - 127 milioni di anni fa) e i suoi resti fossili sono stati ritrovati in Colombia.

## Descrizione
Questo animale è noto per un cranio perfettamente conservato, lungo oltre 82 centimetri. Si suppone che l'esemplare completo fosse lungo circa 4-5 metri. Il cranio era piuttosto simile a quello di altri pliosauri, ma se ne differenziava per alcune caratteristiche. Ad esempio, possedeva un muso piuttosto corto rispetto a generi coevi come Kronosaurus o Stenorhynchosaurus. Oltre al muso insolitamente breve, Acostasaurus possedeva una combinazione unica di caratteri, comprendente grandi orbite, un grande osso nasale in contatto con il parietale, le ossa frontali poco esposte dorsalmente, una profonda intaccatura nella superficie dorsale del margine orbitale, una cresta sagittale formata da parietale e osso squamoso, e soprattutto una dentatura notevolmente differenziata (eterodonte) con una serie di lunghi denti a forma di zanna nella parte anteriore dell'osso mascellare, e una premascella con cinque paia di denti; la sinfisi mandibolare conteneva cinque paia e mezzo di denti. Il cranio di Acostasaurus è notevole soprattutto perché ha permesso di analizzare aree poco conosciute in precedenza, come le strutture legate all'olfatto, l'anello sclerotico e le capsule otiche.

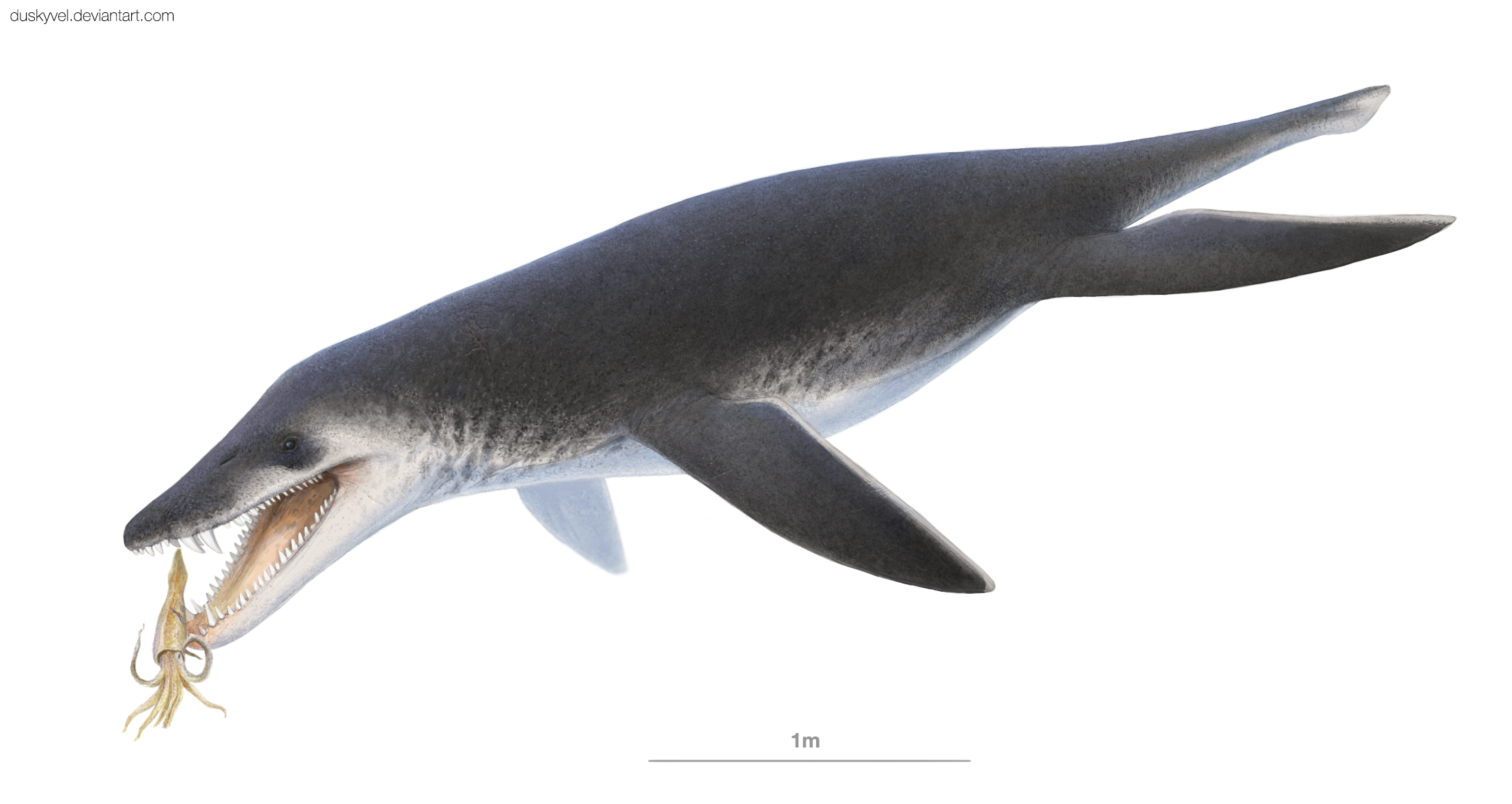
Ricostruzione di Acostasaurus

## Classificazione
Acostasaurus pavachoquensis venne descritto per la prima volta nel 2017, sulla base di fossili ritrovati nella formazione Paja (membro Arcillolitas Abigarradas) risalente al Barremiano inferiore, nei pressi di Villa de Leyva (Colombia centrale). Acostasaurus è stato attribuito alla famiglia dei pliosauridi, un gruppo di plesiosauri dal collo corto e dalla testa molto allungata. In particolare, sembra che Acostasaurus fosse un membro del clade Thalassophonea, comprendente i pliosauri più derivati, ma non fosse un membro dei Brachaucheniinae, tipicamente cretacei e dotati di musi allungati. Alcune caratteristiche indicsno che questo animale potrebbe essere strettamente imparentato con il genere Simolestes del Giurassico, anch'esso dotato di un rostro piuttosto breve e di grandi orbite. 

## Paleoecologia
Probabilmente Acostasaurus occupava una nicchia ecologica simile a quella di Simolestes, ritenuto un predatore di cefalopodi e occasionalmente di pesci e rettili marini. È possibile inoltre che Acostasaurus si nutrisse in acque abbastanza profonde. Altri pliosauri ritrovati nella formazione Paja comprendono Stenorhynchosaurus e un esemplare simile a Kronosaurus boyacensis.